# Émile Mousel
Émile Mousel (Clausen, 20 de desembre de 1843 - 15 d'octubre de 1910) va ser un empresari cerveser  i polític luxemburguès. Va ocupar el càrrec d'alcalde de la ciutat de Luxemburg entre 1894 i 1910.